# コクチバス
コクチバス（小口バス、英名：Smallmouth bass ）は、サンフィッシュ科オオクチバス属に分類される淡水魚の一種、Micropterus dolomieuに充てられる標準和名である。2亜種を含む。日本に生息する個体群は原名亜種 Micropterus dolomieu dolomieu であり英名をノーザンスモールマウスバス(Northern smallmouth bass)というが、この場合の和名は確立していない。オオクチバス（ラージマウスバス） M. salmonides などと共に、通称「ブラックバス」と呼ばれることが多い。
オオクチバスと同様、北アメリカ原産であるため、分布拡大が問題となっている。

## 分布
北アメリカ（カナダ南部、アメリカ中東部）を原産地とする 。
日本（北海道、本州）に移入分布する。

## 亜種
- Micropterus dolomieu dolomieu - Northern Smallmouth Bass、基亜種
- Micropterus dolomieu velox - Neosho Smallmouth Bass、ミズーリ亜種

## 形態
成魚の体長は30-50センチメートルほど。記録されている最大個体は69センチメートル。断面は側偏し、亜成魚以上の個体は頭部後方から第一背鰭前方にかけ、背面が盛り上がる。体色は背から体側にかけて茶銅色、腹面はやや褐色がかった白銀色を示す。危険を感じたり捕食行動をとったりする際、また夜間休息中には、体側に顕著な虎縞状の模様が現れる。
オオクチバスと比較して口が小さく、体色が茶色または褐色（オオクチバスも茶色いことがあるため、これだけを同定に使うのは不適）、多くの個体で上顎の後端は目より後ろには達しない。また、コクチバスの方が体高が高く鱗が細かい。側線上部鱗数（そくせんじょうぶりんすう）はオオクチバスが8なのに対し、コクチバスは11-13である。

## 生態
オオクチバスが比較的温暖な止水域から緩い流れを棲み処とするのに対し、本種はより冷水、流水に適応している。原産地では水底に丸石が転がるような清流、渓流、清澄な湖沼等に多い傾向にあるが、日本では河川の中流域から泥底の汽水域まで広くみられる。
他の魚、水棲節足動物、水面に落下した昆虫、カエル等を捕食する。体長の44%から66%までの体長の小魚を捕食している。寿命はオオクチバスよりもやや短く、通常8年程度とされている。

## 外来種問題

### 捕食圧の問題と対策

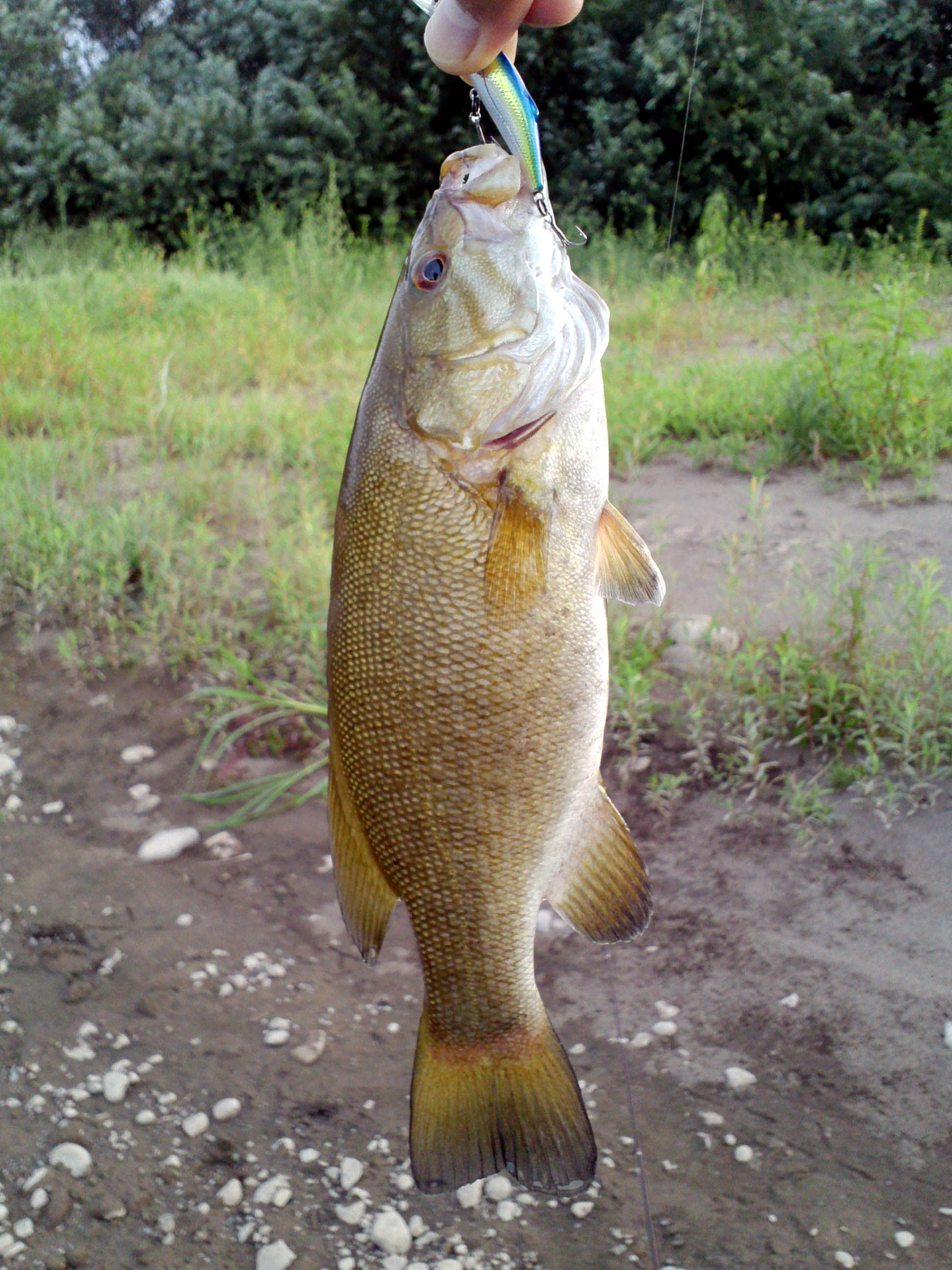
ルアーにより釣り上げられたコクチバス

オオクチバスよりも低水温を好み、流れの速い河川でも生息できるという性質から、オオクチバスが侵入できないような渓流域や流水域にも侵入し、在来生物へ影響を与えることが危惧されている。捕食が確認されている生物種は、アユ、イワナ、ウグイ、ヒメマス、ヤマメ、ヨシノボリ、ワカサギなど幅広い。
カナダで本種が導入された湖では希少種の減少など魚類群集構造の変化が報告されている。また、南アフリカでも本種の導入後に希少種を含む在来生物の減少が報告されている。
日本では日本生態学会が本種を日本の侵略的外来種ワースト100に選定している。また、外来生物法による特定外来生物に指定されており、無許可の生きたままの飼養・保管・運搬・輸入が一切禁止されている。沖縄を除く都道府県の内水面漁業調整規則で移植が禁止されているほか、琵琶湖などでは採捕地点での同所的再放流も規制されているので注意が必要である。中禅寺湖や本栖湖では、延縄や刺網を用いて駆除が行われている。
イギリスや韓国では本種の生体の持ち込みが禁止されている。

### 日本における歴史
日本では1925年に赤星鉄馬により本種もオオクチバスとともに芦ノ湖に放流された。原産地北米で釣魚価値がオオクチバスを凌ぐとされることから赤星はコクチバスの移植にも意欲を注いでいたが、結局当時の移植事業で定着したのはオオクチバスだけだった。
1990年代はじめにコクチバスが福島県檜原湖で発見された後、長野県野尻湖、木崎湖などでも生息が確認された。また、1995年中禅寺湖、2000年代前半に長野県千曲川をはじめ北海道から宮崎県まで日本各地 での繁殖が確認されている。分布が拡大した時期には、日本全国に移植放流されているアユやゲンゴロウブナの生産地からは発見されていなかったため、これらに混じった放流による拡散ではなく、コクチバスそのものの移植を目的とした放流が指摘されている。
1990年代前半に生息が確認された長野県野尻湖（1995年から） や福島県桧原湖 ではルアーフィッシングの対象魚とされ地域の観光資源とされた。
一方、本栖湖では、1997年から潜水士（ダイバー）による潜水調査を元に産卵床の埋没や刺し網、水中銃を利用した捕獲を2004年まで行い、2012年まで発見例がないために根絶した とされている（オオクチバスに関しては2014年現在も生息している）。他に中禅寺湖でも根絶に成功したとされている。
2023年（令和5年）5月21日には岐阜県美濃市内の長良川で成魚が発見され、さらに7月18日には郡上市の西坂ため池でも成魚と稚魚が発見された。

### 日本産コクチバスの遺伝的知見
mtDNAハプロタイプの分析によれば、原産国のアメリカ合衆国エリー湖の個体を対象とした調査では、112個体から8種類のハプロタイプを確認しているが、日本国内における遺伝的多様性は低く 208個体から o, n, p の3種類しか得られなかった。日本国内での分布には地域による偏りがあり、福島県檜原湖では n , p が確認され、長野県以西では、 p または n のどちらかが優占する傾向がある。従って、日本国内へは、遺伝的多様性の低い同一の原産地から1回或いは数回の移入で、2種類のハプロタイプが維持できる十分な個体数が福島県及び長野県に最初に密放流された後、各地に組織的な放流で広まった事が遺伝的な解析からも示唆される。

## 利用

### 釣り
コクチバスはオオクチバスと比較して引きが強いと言われている、また生息域も河川に多いため、それも引きの強さに起因していると思われる。

### 食用
上述のように生息域も河川、やや綺麗な水質の湖沼を好む事もあり、本種もまた優秀な食材となりうる。特に、河川に生息していた個体は身が特に締まっており、歯ごたえも良い。しかし、日本顎口虫などの寄生虫が着くため生食は推奨されない。また、寄生虫症の発症が報告されている。味はオオクチバスに勝るとも言われる。

## 別名
ブロンズバック(bronzeback)、ブラウンバス(brown bass)、ブラウニー(brownie)ブロンズバス(bronze bass)、ベアバックバス(bareback bass)。